# 彼得·涅梅茨
彼得·涅梅茨（捷克語：Petr Němec，1957年6月7日—），捷克男子足球运动员，场上位置是中场。他曾代表捷克斯洛伐克国奥队参加1980年夏季奥林匹克运动会足球比赛，获得一枚金牌。